# Prospera
Prospera (z łac. prosperus – pomyślny, szczęśliwy) – imię żeńskie pochodzenia łacińskiego, odpowiednik imienia Prosper, znanego w Polsce do średniowiecza. Jego patronem jest m.in. św. Prosper, biskup Orleanu (V wiek).
Prospera imieniny obchodzi 25 czerwca i 29 lipca.